# Rapstenjaureh, Lappland
Rapstenjaureh är en sjö i Vilhelmina kommun i Lappland och ingår i Ångermanälvens huvudavrinningsområde. Sjön har en area på 0,102 kvadratkilometer och ligger 840,4 meter över havet. Rapstenjaureh ligger i Vardo- Laster- och Fjällfjällen Natura 2000-område.

## Delavrinningsområde
Rapstenjaureh ingår i det delavrinningsområde (722102-144728) som SMHI kallar för Utloppet av Rapstenjaureh H.840. Medelhöjden är 857 meter över havet och ytan är 0,62 kvadratkilometer. Det finns inga avrinningsområden uppströms utan avrinningsområdet är högsta punkten. Vattendraget som avvattnar avrinningsområdet har biflödesordning 3, vilket innebär att vattnet flödar genom totalt 3 vattendrag innan det når havet efter 391 kilometer. Avrinningsområdet består mestadels av kalfjäll (83 procent). Avrinningsområdet har 0,1 kvadratkilometer vattenytor vilket ger det en sjöprocent på 16,6 procent.